# Athlītikos Syllogos Arīs Thessalonikīs 2022-2023

## Stagione
La stagione 2022-2023 vede la 58ª partecipazione in massima serie greca dell'Aris Salonicco, nonché la quinta consecutiva, che conferma in panchina il tecnico argentino Germán Burgos. La squadra di Salonicco, dopo aver concluso il campionato precedente in terza posizione si qualifica al secondo turno della Conference League. L'esordio ufficiale avviene proprio nella competizione europea e coincide con la vittoria per 5-1 contro i bielorussi del Homel'. Il 27 luglio, con un risultato complessivo di 7-2, l'Aris supera il secondo turno di qualificazioni di Conference League. L'11 agosto si conclude l'avventura europea per gli uomini di Burgos, che vengono sconfitti con un risultato di 3-2 maturato tra andata e ritorno contro gli israeliani del Maccabi Tel Aviv.
L'esordio in campionato sorride all'Aris che vince per 3-0 contro il Levadeiakos. Il 30 agosto, in seguito alla sconfitta per 3-0 in casa del Panaitōlikos, la dirigenza esonera Germán Burgos e affida temporaneamente la panchina ad Apostolos Terzis. Il 14 settembre viene ufficializzato l'ingaggio del tecnico inglese Alan Pardew. L'11 gennaio, con un risultato complessivo di 3-1, l'Aris supera gli ottavi di finale di coppa di Greca eliminando il Levadeiakos. Il 25 gennaio, in virtù della doppia sconfitta per 1-0 contro l'Olympiacos, l'Aris Salonicco viene eliminato dalla coppa nazionale ai quarti di finale.
In seguito alla sconfitta interna per mano del Panathīnaïkos (1-2) del 12 febbraio, il tecnico Pardew viene esonerato. Il 12 marzo l'Aris di Salonicco batte 3-1 il PAS Giannina e si qualifica alla poule scudetto. Il 14 maggio si conclude il campionato greco, con l'Aris che pareggia per 1-1 col Panathīnaïkos e termina la stagione al quinto posto in classifica. La squadra macedone si qualifica così per il quarto anno consecutivo alla UEFA Europa Conference League 2023-2024.

## Maglie e sponsor
Lo sponsor tecnico per la stagione 2022-2023 è Adidas, mentre lo sponsor ufficiale è NetBet.
|  | Casa |  | Trasferta |  | Terza maglia |

## Rosa
Rosa e numerazione tratte dal sito ufficiale.
| N. |                           | Ruolo | Calciatore                   |
| -- | ------------------------- | ----- | ---------------------------- |
| 2  | RD del Congo (bandiera)   | D     | Salem M'bakata               |
| 3  | Camerun (bandiera)        | D     | Nicolas Nkoulou              |
| 4  | Brasile (bandiera)        | D     | Fabiano Leismann             |
| 5  | Germania (bandiera)       | C     | Lukas Rupp                   |
| 6  | Burkina Faso (bandiera)   | C     | Bryan Dabo                   |
| 7  | Argentina (bandiera)      | C     | Daniel Mancini               |
| 7  | Grecia (bandiera)         | C     | Lazaros Christodoulopoulos   |
| 8  | Costa d'Avorio (bandiera) | C     | Cheick Doukouré              |
| 9  | Giamaica (bandiera)       | A     | Andre Gray                   |
| 10 | Argentina (bandiera)      | C     | Mateo García                 |
| 11 | Paraguay (bandiera)       | A     | Juan Iturbe                  |
| 13 | Nigeria (bandiera)        | C     | Oghenekaro Etebo             |
| 14 | Rep. Ceca (bandiera)      | D     | Jakub Brabec (vice capitano) |
| 15 | Honduras (bandiera)       | C     | Edwin Rodríguez              |
| 16 | Rep. Ceca (bandiera)      | C     | Vladimír Darida              |
| 17 | Honduras (bandiera)       | C     | Luis Palma                   |
| 18 | Rep. del Congo (bandiera) | D     | Bradley Mazikou              |

| N. |                                 | Ruolo | Calciatore               |
| -- | ------------------------------- | ----- | ------------------------ |
| 19 | Spagna (bandiera)               | C     | Manu García              |
| 20 | Bosnia ed Erzegovina (bandiera) | C     | Izet Hajrović            |
| 21 | Grecia (bandiera)               | A     | Christos Chatziioannou   |
| 22 | Inghilterra (bandiera)          | D     | Moses Odubajo            |
| 23 | Spagna (bandiera)               | P     | Julián Cuesta (capitano) |
| 24 | Senegal (bandiera)              | C     | Pape Cheikh Diop         |
| 25 | Grecia (bandiera)               | D     | Christos Marmaridis      |
| 27 | Costa d'Avorio (bandiera)       | A     | Gervinho                 |
| 43 | Belgio (bandiera)               | D     | Marvin Peersman          |
| 47 | Mauritania (bandiera)           | A     | Aboubakar Kamara         |
| 50 | Grecia (bandiera)               | P     | Konstantinos Tanoulis    |
| 64 | Portogallo (bandiera)           | A     | Rafael Camacho           |
| 70 | Grecia (bandiera)               | P     | Georgios Karakasidis     |
| 77 | Grecia (bandiera)               | C     | Michail Panagidis        |
| 88 | Grecia (bandiera)               | A     | Rafail Sgouros           |
| 99 | Grecia (bandiera)               | P     | Marios Siampanīs         |

## Calciomercato

### Sessione estiva
| Acquisti         | Acquisti              | Acquisti         | Acquisti                   |
| R.               | Nome                  | da               | Modalità                   |
| ---------------- | --------------------- | ---------------- | -------------------------- |
| D                | Bradley Mazikou       | CSKA Sofia       | gratuito                   |
| D                | Moses Odubajo         | QPR              | gratuito                   |
| D                | Marvin Peersman       | PAS Giannina     | gratuito                   |
| C                | Pape Cheikh Diop      |                  | svincolato                 |
| C                | Bryan Dabo            | Çaykur Rizespor  | gratuito                   |
| C                | Oghenekaro Etebo      | Stoke City       | prestito                   |
| C                | Manu García           | Sporting Gijón   | definitivo (3,2 milioni €) |
| C                | Edwin Rodríguez       | Olimpia          | prestito                   |
| A                | Rafael Camacho        | Sporting Lisbona | prestito                   |
| A                | Gervinho              | Trabzonspor      | gratuito                   |
| A                | Andre Gray            | Watford          | gratuito                   |
| Altre operazioni |                       |                  |                            |
| R.               | Nome                  | da               | Modalità                   |
| D                | Panagiotis Tsagalidis | Kalamata         | fine prestito              |
| C                | Ali Adem              | NPS Veria        | fine prestito              |

| Cessioni         | Cessioni              | Cessioni      | Cessioni                 |
| R.               | Nome                  | a             | Modalità                 |
| ---------------- | --------------------- | ------------- | ------------------------ |
| P                | Denis César de Matos  |               | svincolato               |
| D                | Lumor Agbenyenu       |               | svincolato               |
| D                | Yohan Benalouane      |               | svincolato               |
| D                | Geōrgios Delīzīsīs    |               | svincolato               |
| D                | Cristian Ganea        | Panathīnaïkos | gratuito                 |
| D                | Emanuel Šakić         |               | svincolato               |
| D                | Daniel Sundgren       | Maccabi Haifa | gratuito                 |
| C                | Papa Alioune Ndiaye   |               | svincolato               |
| C                | Facundo Bertoglio     |               | svincolato               |
| C                | Bruno Gama            |               | svincolato               |
| C                | Javier Matilla        |               | svincolato               |
| C                | Lerin Duarte          |               | svincolato               |
| C                | Lucas Sasha           |               | svincolato               |
| A                | Aboubakar Kamara      | Olympiacos    | definitivo (5 milioni €) |
| A                | Dīmītrios Manos       | Bandırmaspor  | gratuito                 |
| A                | Cristian López        |               | svincolato               |
| A                | Kōstas Mītroglou      |               | svincolato               |
| Altre operazioni |                       |               |                          |
| R.               | Nome                  | a             | Modalità                 |
| D                | Panagiotis Tsagalidis | Panserraïkos  | gratuito                 |
| C                | Ali Adem              | Shkupi        | gratuito                 |
| A                | Mohanad Ali           | Al-Duhail     | fine prestito            |

### Sessione invernale
| Acquisti         | Acquisti                   | Acquisti       | Acquisti   |
| R.               | Nome                       | da             | Modalità   |
| ---------------- | -------------------------- | -------------- | ---------- |
| C                | Vladimír Darida            | Hertha Berlino | gratuito   |
| C                | Lazaros Christodoulopoulos |                | svincolato |
| C                | Lukas Rupp                 |                | svincolato |
| A                | Aboubakar Kamara           | Olympiacos     | prestito   |
| Altre operazioni |                            |                |            |
| R.               | Nome                       | da             | Modalità   |

| Cessioni         | Cessioni         | Cessioni      | Cessioni                 |
| R.               | Nome             | a             | Modalità                 |
| ---------------- | ---------------- | ------------- | ------------------------ |
| C                | Pape Cheikh Diop |               | svincolato               |
| C                | Daniel Mancini   | Panathīnaïkos | definitivo (3 milioni €) |
| C                | Edwin Rodríguez  | Olimpia       | fine prestito            |
| Altre operazioni |                  |               |                          |
| R.               | Nome             | a             | Modalità                 |

## Risultati

### Souper Ligka Ellada

#### Girone di andata
| Arbitro: | Tzovaras |

|                             |           |  |
| Mancini 12’, 45+1’ Gray 68’ | Marcatori |  |

| Arbitro: | Papapetrou |

|                                    |           |           |
| Shengelia 15’ Karelīs 63’ Dago 76’ | Marcatori | 20’ Palma |

| Salonicco 4 settembre 2022, ore 20:30 CEST 3ª giornata | Arīs Salonicco | 0 – 0 referto | PAOK | Stadio Kleanthis Vikelidis (12 565 spett.)\| Arbitro: \| Godinho \| |
| Arbitro:                                               | Godinho        |               |      |                                                                     |

| Arbitro: | Tsetsilas |

|  |           |                       |
|  | Marcatori | 20’ Gray 60’ M'bakata |

| Arbitro: | Bognár |

|                       |           |              |
| Mancini 76’ Palma 80’ | Marcatori | 15’ Masouras |

| Arbitro: | Vergetis |

|                            |           |  |
| Deletić 26’ Barrientos 30’ | Marcatori |  |

| Arbitro: | Correia |

|  |           |                               |
|  | Marcatori | 28’ Szymański 50’ Levi García |

| Arbitro: | Papapetrou |

|                       |           |             |
| Gervinho 62’ Gray 73’ | Marcatori | 42’ Mantzīs |

| Arbitro: | Daloukas |

|              |           |  |
| Šporar 90+2’ | Marcatori |  |

| Arbitro: | Tzovaras |

|          |           |           |
| Gray 56’ | Marcatori | 49’ Toral |

| Peristeri 5 novembre 2022, ore 18:00 CET 11ª giornata | Atromītos | 0 – 0 referto | Arīs Salonicco | Stadio Peristeri (2 263 spett.)\| Arbitro: \| Zabalas \| |
| Arbitro:                                              | Zabalas   |               |                |                                                          |

| Arbitro: | Sidīropoulos |

|                                            |           |  |
| Fabiano 17’ Palma 33’, 36’, 58’ Gray 90+1’ | Marcatori |  |

| Arbitro: | Maloutas |

|  |           |                                                        |
|  | Marcatori | 60’ (rig.) Fabiano 79’ Nkoulou 81’ Odubajo 90+3’ Palma |

#### Girone di ritorno
| Arbitro: | Papapetrou |

|             |           |           |
| Hammond 38’ | Marcatori | 64’ Palma |

| Arbitro: | Zabalas |

|          |           |  |
| Gray 52’ | Marcatori |  |

| Arbitro: | Bognár |

|               |           |  |
| Ingason 45+1’ | Marcatori |  |

| Arbitro: | Tzilos |

|                                            |           |  |
| Manu García 19’ Fabiano 32’ R. Camacho 90’ | Marcatori |  |

| Arbitro: | Reinshreiber |

|              |           |  |
| Masouras 46’ | Marcatori |  |

| Arbitro: | Katikos |

|                           |           |  |
| Manu García 47’, 60’, 74’ | Marcatori |  |

| Arbitro: | Godinho |

|                                      |           |  |
| Amrabat 18’ Gaćinović 76’ Pineda 89’ | Marcatori |  |

| Arbitro: | Tzovaras |

|                   |           |  |
| Lovera 61’ (rig.) | Marcatori |  |

| Arbitro: | Kristoffersen |

|             |           |                          |
| Odubajo 10’ | Marcatori | 36’ Mancini 86’ Palacios |

| Arbitro: | Karantonis |

|  |           |                                |
|  | Marcatori | 10’ Rupp 30’ Darida 90’ Iturbe |

| Arbitro: | Zabalas |

|                     |           |            |
| Darida 8’ Mateo 27’ | Marcatori | 80’ Robail |

| Arbitro: | Manouchos |

|                       |           |            |
| Slivka 15’ Vergos 26’ | Marcatori | 44’ Brabec |

| Arbitro: | Katikos |

|                                 |           |           |
| Darida 26’ Mateo 43’ Kamara 58’ | Marcatori | 7’ Liasos |

#### Poule scudetto
| Arbitro: | Al-Hakim |

|           |           |                                |
| Palma 12’ | Marcatori | 68’ (rig.) Schwab 74’ Živković |

| Arbitro: | Veríssimo |

|                        |           |                        |
| Hwang 36’ Sokratis 52’ | Marcatori | 70’ Iturbe 81’ Camacho |

| Arbitro: | Bognár |

|  |           |            |
|  | Marcatori | 69’ Šporar |

| Arbitro: | Diamantopoulos |

|                                         |           |              |
| Levi García 36’ (rig.) Zuber 82’, 90+5’ | Marcatori | 45+1’ Iturbe |

| Arbitro: | Evangelou |

|  |           |                                   |
|  | Marcatori | 27’ Darida 77’, 80’ (rig.) Kamara |

| Arbitro: | Makkelie |

|                    |           |                    |
| Palma 36’ Dabo 65’ | Marcatori | 70’ (rig.) Bakambu |

| Arbitro: | Agayev |

|                                    |           |                       |
| Taison 56’ Schwab 62’ Živković 78’ | Marcatori | 45’ Kamara 70’ Darida |

| Arbitro: | Tsagarakis |

|                                         |           |                       |
| Palma 3’, 44’ (rig.) Gray 56’ Mateo 74’ | Marcatori | 50’ Tachatos 59’ Alho |

| Arbitro: | Fotias |

|                 |           |                         |
| Gray 17’ (rig.) | Marcatori | 23’ van Weert 43’ Zuber |

| Arbitro: | Tzilos |

|                 |           |            |
| Kleinheisler 6’ | Marcatori | 29’ Iturbe |

### Coppa di Grecia
| Arbitro: | Evangelou |

|                |           |                      |
| Tsirigotis 40’ | Marcatori | 52’ Iturbe 62’ Palma |

| Arbitro: | Tsetsilas |

|                    |           |  |
| Mancini 35’ (rig.) | Marcatori |  |

| Arbitro: | Martins |

|               |           |  |
| Rodrigues 30’ | Marcatori |  |

| Arbitro: | Vad |

|  |           |              |
|  | Marcatori | 89’ El-Arabi |

### UEFA Europa Conference League

#### Qualificazioni
| Arbitro: | Altmann |

|                                                          |           |                    |
| Gray 16’ (rig.), 79’ Iturbe 28’ R. Camacho 31’ Palma 61’ | Marcatori | 11’ (aut.) Fabiano |

| Arbitro: | Laforge |

|                         |           |                 |
| Gogolashvili 82’ (rig.) | Marcatori | 45’, 90+3’ Gray |

| Arbitro: | Higler |

|                          |           |  |
| Jovanović 29’ Zahavi 84’ | Marcatori |  |

| Arbitro: | Beaton |

|                              |           |            |
| Gray 60’ (rig.) Doukouré 81’ | Marcatori | 74’ Zahavi |

## Statistiche

### Statistiche di squadra
| Competizione        | Punti | In casa | In casa | In casa | In casa | In casa | In casa | In trasferta | In trasferta | In trasferta | In trasferta | In trasferta | In trasferta | Totale | Totale | Totale | Totale | Totale | Totale | DR  |
| Competizione        | Punti | G       | V       | N       | P       | Gf      | Gs      | G            | V            | N            | P            | Gf           | Gs           | G      | V      | N      | P      | Gf     | Gs     | DR  |
| ------------------- | ----- | ------- | ------- | ------- | ------- | ------- | ------- | ------------ | ------------ | ------------ | ------------ | ------------ | ------------ | ------ | ------ | ------ | ------ | ------ | ------ | --- |
| Souper Ligka Ellada | 51    | 18      | 11      | 2       | 5       | 34      | 17      | 18           | 4            | 4            | 10           | 21           | 24           | 36     | 15     | 6      | 15     | 55     | 41     | +14 |
| Coppa di Grecia     | -     | 2       | 1       | 0       | 1       | 1       | 1       | 2            | 1            | 0            | 1            | 2            | 2            | 4      | 2      | 0      | 2      | 3      | 3      | 0   |
| Conference League   | -     | 2       | 2       | 0       | 0       | 7       | 2       | 2            | 1            | 0            | 1            | 2            | 3            | 4      | 3      | 0      | 1      | 9      | 5      | +4  |
| Totale              | -     | 22      | 14      | 2       | 6       | 42      | 20      | 22           | 7            | 4            | 11           | 25           | 29           | 44     | 20     | 6      | 18     | 67     | 49     | +18 |

### Andamento in campionato
| Giornata  | 1 | 2 | 3 | 4 | 5 | 6 | 7 | 8 | 9 | 10 | 11 | 12 | 13 | 14 | 15 | 16 | 17 | 18 | 19 | 20 | 21 | 22 | 23 | 24 | 25 | 26 | 27 | 28 | 29 | 30 | 31 | 32 | 33 | 34 | 35 | 36 |
| --------- | - | - | - | - | - | - | - | - | - | -- | -- | -- | -- | -- | -- | -- | -- | -- | -- | -- | -- | -- | -- | -- | -- | -- | -- | -- | -- | -- | -- | -- | -- | -- | -- | -- |
| Luogo     | C | T | C | T | C | T | C | C | T | C  | T  | C  | T  | T  | C  | T  | C  | T  | C  | T  | T  | C  | T  | C  | T  | C  | C  | T  | C  | T  | T  | C  | T  | C  | C  | T  |
| Risultato | V | P | N | V | V | P | P | V | P | N  | N  | V  | V  | N  | V  | P  | V  | P  | V  | P  | P  | P  | V  | V  | P  | V  | P  | N  | P  | P  | V  | V  | P  | V  | P  | N  |
| Posizione | 2 | 6 | 6 | 4 | 3 | 3 | 7 | 5 | 6 | 6  | 6  | 6  | 6  | 6  | 5  | 6  | 5  | 6  | 5  | 5  | 5  | 6  | 6  | 5  | 6  | 5  | 5  | 5  | 5  | 5  | 5  | 5  | 5  | 5  | 5  | 5  |

Legenda:

Luogo: C = Casa; T = Trasferta. Risultato: V = Vittoria; N = Pareggio; P = Sconfitta.

### Statistiche dei giocatori
In corsivo i calciatori che hanno lasciato la squadra a stagione in corso.
| Giocatore        | Souper Ligka Ellada | Souper Ligka Ellada | Souper Ligka Ellada | Souper Ligka Ellada | Kypello Ellados | Kypello Ellados | Kypello Ellados | Kypello Ellados | Conference League | Conference League | Conference League | Conference League | Totale   | Totale | Totale      | Totale     |
| Giocatore        | Presenze            | Reti                | Ammonizioni         | Espulsioni          | Presenze        | Reti            | Ammonizioni     | Espulsioni      | Presenze          | Reti              | Ammonizioni       | Espulsioni        | Presenze | Reti   | Ammonizioni | Espulsioni |
| ---------------- | ------------------- | ------------------- | ------------------- | ------------------- | --------------- | --------------- | --------------- | --------------- | ----------------- | ----------------- | ----------------- | ----------------- | -------- | ------ | ----------- | ---------- |
| J. Brabec        | 23                  | 1                   | 2                   | 0                   | 4               | 0               | 0               | 0               | 4                 | 0                 | 0                 | 0                 | 31       | 1      | 2           | 0          |
| R. Camacho       | 23                  | 1                   | 3                   | 0                   | 3               | 0               | 0               | 0               | 4                 | 1                 | 0                 | 0                 | 30       | 2      | 3           | 0          |
| C. Chatziioannou | 2                   | 0                   | 0                   | 0                   | 0               | 0               | 0               | 0               | 3                 | 0                 | 1                 | 0                 | 5        | 0      | 1           | 0          |
| P. Cheikh        | 9                   | 0                   | 1                   | 0                   | 0               | 0               | 0               | 0               | 4                 | 0                 | 1                 | 0                 | 13       | 0      | 2           | 0          |
| J. Cuesta        | 31                  | -34                 | 2                   | 0                   | 3               | -2              | 0               | 0               | 4                 | -5                | 0                 | 0                 | 38       | -41    | 2           | 0          |
| B. Dabo          | 25                  | 1                   | 6                   | 0                   | 2               | 0               | 0               | 0               | 4                 | 0                 | 1                 | 0                 | 31       | 1      | 7           | 0          |
| V. Darida        | 21                  | 3                   | 2                   | 0                   | 2               | 0               | 0               | 0               | -                 | -                 | -                 | -                 | 23       | 3      | 2           | 0          |
| C. Doukouré      | 17                  | 0                   | 4                   | 0                   | 4               | 0               | 1               | 0               | 4                 | 1                 | 1                 | 0                 | 25       | 1      | 6           | 0          |
| O. Etebo         | 25                  | 0                   | 7                   | 1                   | 3               | 0               | 1               | 0               | -                 | -                 | -                 | -                 | 28       | 0      | 8           | 1          |
| Fabiano          | 32                  | 3                   | 9                   | 0                   | 4               | 0               | 2               | 0               | 4                 | 0                 | 1                 | 0                 | 40       | 3      | 12          | 0          |
| Gervinho         | 10                  | 1                   | 0                   | 0                   | 0               | 0               | 0               | 0               | 0                 | 0                 | 0                 | 0                 | 10       | 1      | 0           | 0          |
| A. Gray          | 32                  | 8                   | 4                   | 0                   | 3               | 0               | 0               | 0               | 4                 | 5                 | 0                 | 0                 | 39       | 13     | 4           | 0          |
| I. Hajrović      | 0                   | 0                   | 0                   | 0                   | 0               | 0               | 0               | 0               | 0                 | 0                 | 0                 | 0                 | 0        | 0      | 0           | 0          |
| J. Iturbe        | 31                  | 4                   | 4                   | 0                   | 4               | 1               | 0               | 0               | 4                 | 1                 | 1                 | 0                 | 39       | 6      | 5           | 0          |
| A. Kamara        | 14                  | 4                   | 8                   | 2                   | 2               | 0               | 0               | 0               | -                 | -                 | -                 | -                 | 16       | 4      | 8           | 2          |
| Lazaros          | 13                  | 0                   | 3                   | 0                   | -               | -               | -               | -               | -                 | -                 | -                 | -                 | 13       | 0      | 3           | 0          |
| D. Mancini       | 17                  | 3                   | 2                   | 0                   | 2               | 1               | 0               | 0               | 4                 | 0                 | 0                 | 0                 | 23       | 4      | 2           | 0          |
| Manu García      | 17                  | 4                   | 1                   | 0                   | 3               | 0               | 0               | 0               | 2                 | 0                 | 0                 | 0                 | 22       | 4      | 1           | 0          |
| C. Marmaridis    | 0                   | 0                   | 0                   | 0                   | 1               | 0               | 0               | 0               | 0                 | 0                 | 0                 | 0                 | 1        | 0      | 0           | 0          |
| Mateo            | 33                  | 3                   | 3                   | 1                   | 3               | 0               | 0               | 0               | 2                 | 0                 | 0                 | 0                 | 38       | 3      | 3           | 1          |
| B. Mazikou       | 28                  | 0                   | 3                   | 0                   | 4               | 0               | 0               | 0               | 3                 | 0                 | 1                 | 0                 | 35       | 0      | 4           | 0          |
| S. M'bakata      | 23                  | 1                   | 1                   | 0                   | 3               | 0               | 1               | 0               | 2                 | 0                 | 1                 | 0                 | 28       | 1      | 3           | 0          |
| N. Nkoulou       | 17                  | 1                   | 1                   | 0                   | 0               | 0               | 0               | 0               | -                 | -                 | -                 | -                 | 17       | 1      | 1           | 0          |
| M. Odubajo       | 24                  | 2                   | 7                   | 0                   | 3               | 0               | 0               | 0               | 3                 | 0                 | 0                 | 0                 | 30       | 2      | 7           | 0          |
| L. Palma         | 28                  | 11                  | 1                   | 1                   | 3               | 1               | 0               | 0               | 4                 | 1                 | 0                 | 0                 | 35       | 13     | 1           | 1          |
| M. Peersman      | 29                  | 0                   | 4                   | 0                   | 3               | 0               | 0               | 0               | 4                 | 0                 | 2                 | 0                 | 36       | 0      | 6           | 0          |
| E. Rodríguez     | 1                   | 0                   | 0                   | 0                   | 1               | 0               | 0               | 0               | -                 | -                 | -                 | -                 | 2        | 0      | 0           | 0          |
| L. Rupp          | 8                   | 1                   | 0                   | 0                   | -               | -               | -               | -               | -                 | -                 | -                 | -                 | 8        | 1      | 0           | 0          |
| R. Sgouros       | 5                   | 0                   | 0                   | 0                   | 0               | 0               | 0               | 0               | 0                 | 0                 | 0                 | 0                 | 5        | 0      | 0           | 0          |
| M. Siampanīs     | 5                   | -7                  | 0                   | 0                   | 1               | -1              | 0               | 0               | 0                 | -0                | 0                 | 0                 | 6        | -8     | 0           | 0          |